# Hohes Rode
Das Hohes Rode (auch Hohe Rode) ist mit 493 m ü. NHN Meter der höchste Berg des Hainich im Unstrut-Hainich-Kreis, Thüringen (Deutschland).

## Lage
Der Berg befindet sich am nördlichen Rand des Hainichs im westlichen Teil des Unstrut-Hainich-Kreises zwischen den Ortschaften Eigenrieden im Norden und Heyerode im Süden. Die Kreisstadt Mühlhausen liegt ungefähr acht Kilometer in östlicher Richtung.

## Naturräumliche Einordnung
Der Berg zählt nach der naturräumlichen Gliederung im Blatt Kassel zum Hohen Hainich (Nr. 483.50) innerhalb des Naturraumes Hainich (Nr. 483.5) der Nordwestlichen Randplatte des Thüringer Beckens (Nr. 483). Entsprechend der innerthüringischen Gliederung (Die Naturräume Thüringens) wird er der Einheit Hainich-Dün-Hainleite zugeordnet.

## Natur
Der komplett bewaldete Berg (hauptsächlich Buchenmischwälder) ist die höchste Erhebung im nördlichen Hainich. Im Übergangsbereich zum Oberen Eichsfeld befindet sich im Westen ein namenloser Berg (483,1 m) und im Norden die Erhebung Auf der Burg (489,1 m). Im Süden endet die Talung des Seebachgrundes mit einer Senke, Tiefes Rode genannt. Das gesamte Berggebiet wird durch zahlreiche Wanderwege erschlossen, unter anderem dem Rennstieg. Hier liegt auch der Beginn des Mühlhäuser Landgrabens zum Schutz der ehemaligen freien Reichsstadt Mühlhausen.
Der Berg liegt im Naturpark Eichsfeld-Hainich-Werratal und ist Teil folgender Schutzgebiete:
- LSG Mühlhäuser Stadtwald
- FFH-Gebiet Hainich
- VSG Hainich

## Besonderheiten
Auf dem Gipfelplateau befand sich von 1981 (Baubeginn) bis zum Abriss 1995 ein weithin sichtbarer Turm. Er diente den sowjetischen Streitkräften der funktechnischen Aufklärung (keine Radaranlage) und wurde deshalb unter anderen auch Cafe Moskau genannt. Heute befindet sich dort ein Fernmeldeturm.